# Bolbonota pusilla
Bolbonota pusilla är en insektsart som beskrevs av Leon Fairmaire. Bolbonota pusilla ingår i släktet Bolbonota och familjen hornstritar. Inga underarter finns listade i Catalogue of Life.